# Suzy Rêgo
Suzy Sheila Rêgo, mais conhecida como Suzy Rêgo (Rio de Janeiro, 11 de março de 1967), é uma atriz brasileira.

## Biografia
Nascida no Rio de Janeiro , filha de um marinheiro, seus pais e ela viajavam muito e assim, Suzy morou em diversos estados do Brasil, até voltar para Recife, onde ficou residindo por anos.
Começou sua carreira como modelo aos 13 anos de idade em um Clube do Rio de Janeiro. Sempre foi elogiada pela sua beleza até que ainda bem jovem decidiu se inscrever em um concurso de beleza: Representando a Ilha de Itamaracá, foi eleita Miss Pernambuco, em 1984. Sendo incentivada a continuar a se inscrever em concursos de beleza, já que seu rosto era muito elogiado e seu físico chamava muita atenção, conseguiu ficar em segundo lugar no Miss Brasil, sendo eleita em 1984 a segunda mulher mais bela do país, o que foi uma grande surpresa e felicidade.
Atuou em várias peças de teatro, com "Procura-se um Tenor", "Brasil S/A", "Caixa 2" e "Sete Minutos", "O Mistério de Gioconda", "O Método Gronholm", "Os Olhos Verdes do Ciúme". " Divórcio". Na TV, participou de especiais, minisséries e telenovelas. Trabalhou na novela luso-brasileira co-produzida pela RTP e Rede Bandeirantes, Paixões Proibidas.
Em 1989, estreou na televisão como Alice em O Salvador da Pátria. No mesmo ano, atuou como Carla em Top Model, mas um de seus papeis de maior destaque foi a corajosa Carmem, da novela A Viagem, exibida em 1994 pela Rede Globo. Em 1995, atuou na novela Sangue do Meu Sangue do SBT. Em 2001, foi protagonista da novela Amor e Ódio, exibida pelo SBT, um remake da novela mexicana La dueña. Entre 2005 e 2006, atuou como a cômica vilã Malva nas duas temporadas da novela Floribella, exibida pela Rede Bandeirantes, um remake da novela argentina Floricienta e onde fez muito sucesso com o público infantil. Retornou a Rede Globo depois de 4 anos, após trabalhos na Rede Bandeirantes (Floribella) e Record (Louca Paixão) integrando na novela Morde & Assopra (2011), como Duda Aguiar, que fazia parte de um dos núcleos cômicos da trama. No ano seguinte, atuou na novela Amor Eterno Amor (2012), como a possessiva Jaque. Atuou, em 2014 na novela Império como a cerimonialista Beatriz Bolgari. Em 2016, interpreta Gilda na novela Rock Story.
No ano de 2017 interpreta Dona Juma na série da Disney, Juacas.

## Vida pessoal
Na adolescência, conheceu o ator Paulo César Grande e namoraram algum tempo.
Atualmente a atriz é casada com o ator Fernando Vieira, com quem tem gêmeos fraternos, seus únicos filhos, Marco e Massimo, nascidos de cesariana, no dia 24 de julho de 2009, na cidade de São Paulo.
Suzy fez tratamento (estimulação da ovulação) para conseguir engravidar, por causa de sua idade. O casal estava muito esperançoso, foram três tentativas, até que uma noite descobriu-se grávida, e Suzy realizou esse sonho. Adiou muito tempo a maternidade para seguir carreira e queria ser mãe para se dedicar totalmente aos filhos, por isso teve filhos mais tarde. Afirmou que engordou muito antes da gravidez e chegou a pesar 104 quilos na gravidez dos filhos.

## Filmografia

### Televisão
| Ano       | Nome                  | Personagem                          | Notas                          |
| --------- | --------------------- | ----------------------------------- | ------------------------------ |
| 1989      | O Salvador da Pátria  | Alice Sintra                        |                                |
| 1989      | Top Model             | Carla                               |                                |
| 1990      | Delegacia de Mulheres | Luli Saraiva                        | Episódio: "27 de maio"         |
| 1990      | Riacho Doce           | Cristina Monteiro de Sá (Cris)      |                                |
| 1991      | Salomé                | Berta                               |                                |
| 1992      | Você Decide           | Lurdinha                            | Episódio: "Amor e Preconceito" |
| 1994      | Você Decide           | Victoria                            | Episódio: "Paternidade"        |
| 1994      | A Viagem              | Carmem Rodrigues                    |                                |
| 1995      | Sangue do Meu Sangue  | Solange Deschamps                   |                                |
| 1998      | Era uma Vez...        | Heloísa                             |                                |
| 1999      | Louca Paixão          | Vera Soares                         |                                |
| 2001      | Amor e Ódio           | Regina Villa Real Esteves           |                                |
| 2005      | Floribella            | Malva Torres Bittencourt            |                                |
| 2006      | Paixões Proibidas     | Antônia Valente                     |                                |
| 2011      | Morde & Assopra       | Maria Eduarda Aguiar (Duda)         |                                |
| 2012      | Amor Eterno Amor      | Jaqueline Menezes Gonçalves (Jaqui) |                                |
| 2014      | Império               | Beatriz Bolgari Nascimento          |                                |
| 2016      | Rock Story            | Gilda Sabóia                        |                                |
| 2017–2019 | Juacas                | Janice Januário (Juma)              |                                |
| 2022      | Todas as Flores       | Patsy Martínez / Paulete Lampesse   |                                |
| 2023      | Novela                | Carla Maranhão                      |                                |

### Cinema
| Ano  | Título           | Personagem         |
| ---- | ---------------- | ------------------ |
| 2007 | Sete Minutos     | Gerente            |
| 2021 | Meu Nome É Bagdá | Diretora da Escola |
| 2024 | Silvio           | Ela mesma          |

## Teatro
| Ano  | Nome                           |
| ---- | ------------------------------ |
| 1991 | Sauna                          |
| 1993 | Procura-se um tenor            |
| 1995 | O Diário de um Mago            |
| 1996 | Brasil S.A                     |
| 1997 | Caixa 2                        |
| 2001 | O Grande Dia                   |
| 2002 | Sete Minutos                   |
| 2004 | O Mistério da Gioconda         |
| 2008 | O Método Gronholm              |
| 2011 | Os Olhos Verdes do Ciúme       |
| 2013 | Divórcio                       |
| 2015 | Até Que o Casamento Nos Separe |
| 2018 | Meu Filho Vai Casar            |
| 2019 | Mulheres de Shakespeare        |

## Prêmios e indicações
| Ano  | Premiação                 | Categoria                | Nomeação          | Resultado |
| ---- | ------------------------- | ------------------------ | ----------------- | --------- |
| 2006 | Troféu Leão de Ouro       | Melhor Atriz Coadjuvante | Paixões Proibidas | Venceu    |
| 2015 | Prêmio Top Brazil Quality | Televisão                | Império           | Venceu    |

## Ligações Externas
- Suzy Rêgo. no IMDb.